# Solterre
Solterre település Franciaországban, Loiret megyében. Lakosainak száma 476 fő (2022. január 1.). Solterre Mormant-sur-Vernisson, Cortrat, Ouzouer-des-Champs, Pressigny-les-Pins és Saint-Hilaire-sur-Puiseaux községekkel határos.

## Népesség
A település népessége az elmúlt években az alábbi módon változott:
| Lakosok száma | 318  | 325  | 369  | 477  | 491  | 483  | 469  | 475  | 475  | 476  |
|               | 1968 | 1982 | 1990 | 2006 | 2013 | 2015 | 2017 | 2019 | 2020 | 2022 |